# Арічештій-Зелетін (комуна)
Арічештій-Зелетін (рум. Ariceștii Zeletin) — комуна у повіті Прахова в Румунії. До складу комуни входять такі села (дані про населення за 2002 рік):
- Албінарі (274 особи)
- Арічештій-Зелетін (1125 осіб)

Комуна розташована на відстані 87 км на північ від Бухареста, 33 км на північ від Плоєшті, 146 км на захід від Галаца, 65 км на південний схід від Брашова.

## Населення
За даними перепису населення 2002 року у комуні проживали 1399 осіб.
Національний склад населення комуни:
| Національність | Кількість осіб | Відсоток |
| -------------- | -------------- | -------- |
| румуни         | 1396           | 99,8%    |
| цигани         | 3              | 0,2%     |

Рідною мовою назвали:
| Мова      | Кількість осіб | Відсоток |
| --------- | -------------- | -------- |
| румунська | 1397           | 99,9%    |
| циганська | 2              | 0,1%     |

Склад населення комуни за віросповіданням:
| Релігія       | Кількість осіб | Відсоток |
| ------------- | -------------- | -------- |
| православні   | 1343           | 96,0%    |
| п'ятдесятники | 54             | 3,9%     |
| адвентисти    | 1              | 0,1%     |
| старообрядці  | 1              | 0,1%     |